# Esteban Hernández Calvo-Fernández
Esteban Hernández Calvo-Fernández   (Ciudad Real, 1979) és un autor de còmic underground, que ha destacat per consolidar-se com a autor tot apostant per l'autoedició. És el coordinador del fanzine Usted, que va ser nominat al premi de Millor Fanzine al Saló del còmic de Barcelona, guardó que guanyaria finalment en 2012.
Els seus primers treballs els va publicar a revistes infantils com Tretzevents, o Fiulet, en aranès, activitat que compaginava amb l'elaboració dels seus fanzines. Va guanyar el tercer premi de novel·la gràfica FNAC-Sins Entido, per la novel·la gràfica ¡Pintor!.
Tot i haver publicat obres amb grans editorials com Dolmen, Planeta de Agostini, Sins Entido o Bang Ediciones, Hernández publica les seues obres (Usted, Míster) en format autoeditat.

## Multimèdia
- Col·loqui sobre autoedició entre Don Rogelio J. i Esteban Hernández a la llibreria Bartleby de València.